# Općina Ajdovščina
Općina Ajdovščina (slo.:Občina Ajdovščina) je općina na zapadu Slovenije u pokrajini Primorskoj i statističkoj regiji Goriškoj. Središte općine je grad Ajdovščina sa 6.373 stanovnika. 

## Zemljopis
Općina Ajdovščina nalazi se na zapadu Slovenije. U središnjem dijelu općine nalazi dolina rijeke Vipave. Na sjeveru se nalazi planina Trnovski Gozd, a na istoku planina Nanos.
U općini vlada umjereno kontinentalna klima. Najvažniji vodotok u općini je rijeka Vipava, a svi manji vodotoci su njeni pritoci.

## Stanovništvo
Prema popisu stanovništva iz 2001. godine 16.760 (92,6%) stanovnika izjasnilo se da im je materinji jezik slovenski, 325 (1,8%) bošnjački, 182 (1%) srpski i 380 (2,1)% nepoznato. 12.830 (70,9%) stanovnika su katolici, 402 (2,2%) muslimani, 217 (1,2%) pravoslavci i 998 (5,5%) su ateisti.

## Naselja u općini
Ajdovščina, Batuje, Bela, Brje, Budanje, Cesta, Col, Črniče, Dobravlje, Dolenje, Dolga Poljana, Gaberje, Gojače, Gozd, Grivče, Kamnje, Kovk, Kožmani, Križna gora, Lokavec, Male Žablje, Malo Polje, Malovše, Otlica, Plače, Planina, Podkraj, Potoče, Predmeja, Ravne, Selo, Skrilje, Stomaž, Šmarje, Tevče, Ustje, Velike Žablje, Vipavski Križ, Višnje, Vodice, Vrtovče, Vrtovin, Zavino, Žagolič, Žapuže

## Vanjske poveznice
- Službena stranica općine